# Los Santos (huyện)
Huyện Los Santos là một huyện (distrito) thuộc tỉnh Los Santos ở Panama. Theo điều tra dân số năm 2000, huyện này có dân số 23828 người. Huyện Los Santos có diện tích 429 km². Huyện lỵ đóng tại La Villa de los Santos.